# Hrabstwo Yarra Ranges
Hrabstwo Yarra Ranges – obszar samorządu lokalnego (ang. local government area), położony w północno-wschodniej części aglomeracji Melbourne. Yarra Ranges została założona w 1994 roku z połączenia hrabstw: Sherbrooke, Lillydale, Healesville i Upper Yarra. Obszar ten zamieszkuje 140 217 osób (dane z 2006). 

## Dzielnice
| - Badger Creek - Belgrave - Belgrave Heights - Belgrave South - Chirnside Park - Chum Creek - Coldstream - Dixons Creek - Don Valley - Ferntree Gully Upper - Ferny Creek - Gruyere - Healesville - Hoddles Creek - Kallista - Kalorama - Kilsyth - Launching Place - Lilydale (Melbourne) - Macclesfield - Menzies Creek - Millgrove - Monbulk - Montrose - Mooroolbark - Mount Dandenong |  | - Mount Evelyn - Narre Warren East - Olinda - Selby - Seville (Melbourne) - Seville East - Sherbrooke - Silvan - Steels Creek - Tarrawarra - Tecoma - The Patch - Tremont - Upwey (Melbourne) - Wandin East - Wandin North - Warburton (Melbourne) - Warburton East - Wesburn - Woori Yallock - Yarra Glen - Yarra Junction - Yellingbo - Yering |